# Neodistemon indicum
Neodistemon indicum là loài thực vật có hoa trong họ Tầm ma. Loài này được (Wedd.) Babu & Henry mô tả khoa học đầu tiên năm 1970.